# Lockwood (Missouri)
Lockwood és una població dels Estats Units a l'estat de Missouri. Segons el cens del 2000 tenia 989 habitants.

## Demografia
Segons el cens del 2000, Lockwood tenia 989 habitants, 409 habitatges, i 283 famílies. La densitat de població era de 415,1 habitants per km².
Dels 409 habitatges en un 31,5% hi vivien nens de menys de 18 anys, en un 57,7% hi vivien parelles casades, en un 8,8% dones solteres, i en un 30,8% no eren unitats familiars. En el 29,8% dels habitatges hi vivien persones soles el 20,5% de les quals corresponia a persones de 65 anys o més que vivien soles. El nombre mitjà de persones vivint en cada habitatge era de 2,42 i el nombre mitjà de persones que vivien en cada família era de 3.
Per edats la població es repartia de la següent manera: un 24,5% tenia menys de 18 anys, un 8,5% entre 18 i 24, un 27,2% entre 25 i 44, un 17,2% de 45 a 60 i un 22,6% 65 anys o més.
L'edat mediana era de 39 anys. Per cada 100 dones de 18 o més anys hi havia 79,1 homes.
La renda mediana per habitatge era de 26.125 $ i la renda mediana per família de 32.794 $. Els homes tenien una renda mediana de 22.857 $ mentre que les dones 19.583 $. La renda per capita de la població era de 13.439 $. Entorn del 10,6% de les famílies i el 15,8% de la població estaven per davall del llindar de pobresa.

## Poblacions més properes
El següent diagrama mostra les poblacions més properes.